# Łuszczów (gromada)
Łuszczów – dawna gromada, czyli najmniejsza jednostka podziału terytorialnego Polskiej Rzeczypospolitej Ludowej w latach 1954–1972.
Gromady, z gromadzkimi radami narodowymi (GRN) jako organami władzy najniższego stopnia na wsi, funkcjonowały od reformy reorganizującej administrację wiejską przeprowadzonej jesienią 1954 do momentu ich zniesienia z dniem 1 stycznia 1973, tym samym wypierając organizację gminną w latach 1954–1972.
Gromadę Łuszczów z siedzibą GRN w Łuszczowie (obecnie są to trzy wsie: Łuszczów Pierwszy, Łuszczów Drugi i Łuszczów-Kolonia) utworzono – jako jedną z 8759 gromad na obszarze Polski – w powiecie lubelskim w woj. lubelskim na mocy uchwały nr 12 WRN w Lublinie z dnia 5 października 1954. W skład jednostki weszły obszary dotychczasowych gromad Łuszczów kol., Łuszczów I, Łuszczów II i Turka ze zniesionej gminy Wólka w tymże powiecie. Dla gromady ustalono 20 członków gromadzkiej rady narodowej.
1 stycznia 1960 do gromady Łuszczów włączono wsie Bystrzyca, Swoboda, Sobianowice i Dziuchów ze zniesionej gromady Sobianowice w tymże powiecie.
Gromada przetrwała do końca 1972 roku, czyli do kolejnej reformy gminnej.